# Toxopoda nigrifoveata
Toxopoda nigrifoveata är en tvåvingeart som beskrevs av Ozerov 1991. Toxopoda nigrifoveata ingår i släktet Toxopoda och familjen svängflugor.
Artens utbredningsområde är Kenya. Inga underarter finns listade i Catalogue of Life.